# 大富翁8
大富翁8，是大宇资讯2006年1月20日上市出品的大富翁系列電腦遊戲，2023年3月16日登陆Steam发售。遊戲角色採用紙片人形式呈現，並請諸多台灣職業配音員為角色配音，遊戲整體完成度高。

## 特色
- 第一個擁有故事模式的系列作。
- 角色表情豐富。
- 地圖數為全系列之冠。
- 每個角色皆有專屬的登場方式。
- 每個角色皆有四個顏色的服裝+一套泳裝(隱藏服裝)可以替換。
- 同樣的角色可以重複使用(多人模式限定)。

## 遊戲內容

### 勝利條件
可自選(多人模式限定)，故事模式為全部對手破產即勝利
- 股票最多
- 地產最多
- 存款最多
- 點券最多

等等

### 小遊戲
本作中新增6款小遊戲，遊戲中所賺的分數等同於點券。
- 踩蛋
- 分裂球
- 記憶挖寶
- 快手小廚師
- 打地鼠
- 海盜桶

### 卡片
輔助遊戲用，大多與神明、地產、股票等等有關，可於卡片點買賣，賣出價格為買進時的一半
- 均富卡

與全部對手平均分配現金
- 均貧卡

與指定對手平均分配現金
- 飛彈卡(不可移動視角)

攻擊指定的格子，該格兩旁受波及，若有人，住院5天，地產毀為平地
- 路霸卡

5回合內將指定對手過路費占為己有
- 冬眠卡

全部對手原地冬眠3天
- 竹蜻蜓

移動到地圖上任何地方
- 汽車卡

一次擲3個骰子，可取消其中2個
- 封印卡

將神明等人物封印，得到該神明卡片，對玩家使用會變為該神明
- 怪獸卡

摧毀自己所在地的房屋
- 機車卡

一次擲2個骰子，可取消其中1個
- 泡泡卡

10回合內抵擋1次攻擊(野狗咬等等)
- 換位卡

與指定對手換位
- 陷害卡

讓指定對手入獄3天
- 查稅卡

從指定對手那裡拿到稅款(從對手現金中抽取一定%數，現金為0時只能拿到0元)
- 路障卡

放置路障，路過的人將停下(無法放置在神明、小偷、警察等等)
- 遙控骰子

在1~6中指定讓我方這次的骰子擲出那個數字
- 停留卡

可指定對手或自己停留原地一回合
- 拆屋卡

拆毀一層房屋
- 交換卡

目前自己所在地是自己的土地時，選擇對手一塊地與其交換
- 建屋卡

加蓋一層房屋
- 搶奪卡

從指定對手身上得到一張卡片
- 紅卡

指定的股票上漲一回合
- 黑卡

指定的股票下跌一回合
- 老千卡

花費50點券，得到指定對手的所有卡片
- 鑽石卡

可以讓股票全部上漲一回合
- 地王卡

可以獲得自己所在路段的所有土地

### 神明
與神明同格時會被附身，變為該神明；亦可使用封印卡封印成相應的卡片，在地圖視窗的範圍內，使用在任意角色身上
- 福神

地圖踩點可得到卡片，使用福神卡則不會拿到卡，免費買地(要有足夠現金)，加蓋房屋(停留在自己的地觸發)
- 財神

踩點可得到錢，0~9999元隨機，使用財神卡不會拿到錢，免付過路費(包含超市及飯店)
- 土地公

玩家停下來的格子變為自己的土地
- 衰神

踩點會損失一半卡片，使用衰神卡則不會，買地或加蓋皆會失敗(付出的錢損失)
- 窮神

採點會損失錢，0~9999元隨機，使用窮神卡則不會，過路費加倍(包含超市及飯店)
- 糊塗神

狀態異常，除了擲骰子一切無法操作(電腦幫你擲)，但過路費照付

### NPC
可使用封印卡封印成相應的卡片，在地圖視窗的範圍內，使用在任意角色身上
- 警察

角色踩上會入獄3天
使用警察卡時，使該角色變身為警察，與對手擦肩而過時，對方坐牢3天；若與對手站在同一格，對方會坐牢7天
- 小偷

角色踩上時，偷取一半點數
使用小偷卡時，使該角色變身為小偷，與對手擦肩而過時，偷取一半的點數給自己，持續7天
- 野狗

角色踩上時，住院3天；當角色開汽車會撞飛野狗
使用野狗卡時，使該角色變身為野狗，與對手擦肩而過時，對手住院3天(搭乘機車也算)

## 故事模式
全部的角色有各自的故事，不過故事都環繞在一顆名為「幸運之星」的寶石上，而且角色間劇情互有連結性。

### 地圖
东京、巴黎、上海、索伏特斯達樂園，阿拉伯、台北、澳大利亞、拉斯维加斯、香港、好莱坞、夏威夷等。

### 玩家

#### 既有角色
- 大老千　　初登場：大富翁
- 阿土仔　　初登場：大富翁2
- 錢夫人　　初登場：大富翁2
- 孫小美　　初登場：大富翁2
- 沙隆巴斯　初登場：大富翁3
- 烏咪　　  初登場：大富翁4
- 莎拉公主　初登場：大富翁4(隱藏角色)
- 金貝貝　　初登場：大富翁4
- 忍太郎　　初登場：大富翁4
- 舞美拉　　初登場：大富翁6

#### 新增角色
- 萊娜
- 金泡菜(隱藏角色)
- 酷娃(隱藏角色)
- 星期三(隱藏角色)
- 伊格魯(隱藏角色)
- 詹姆士(隱藏角色)

#### 配音員
- 大老千：孫誠
- 錢夫人：陶敏嫻
- 孫小美：林美秀
- 阿土仔：李世揚
- 沙隆巴斯：周學禮
- 烏咪：陳惠萍
- 莎拉公主：許雲雲
- 金貝貝：
- 忍太郎：符爽
- 舞美拉：雷碧文
- 萊娜：龍顯蕙
- 金泡菜：李明幸
- 酷娃：賀世芳
- 星期三：許雲雲
- 伊格魯：盧敘榮
- 詹姆士：曹冀魯